# Frédérique Tuffnell

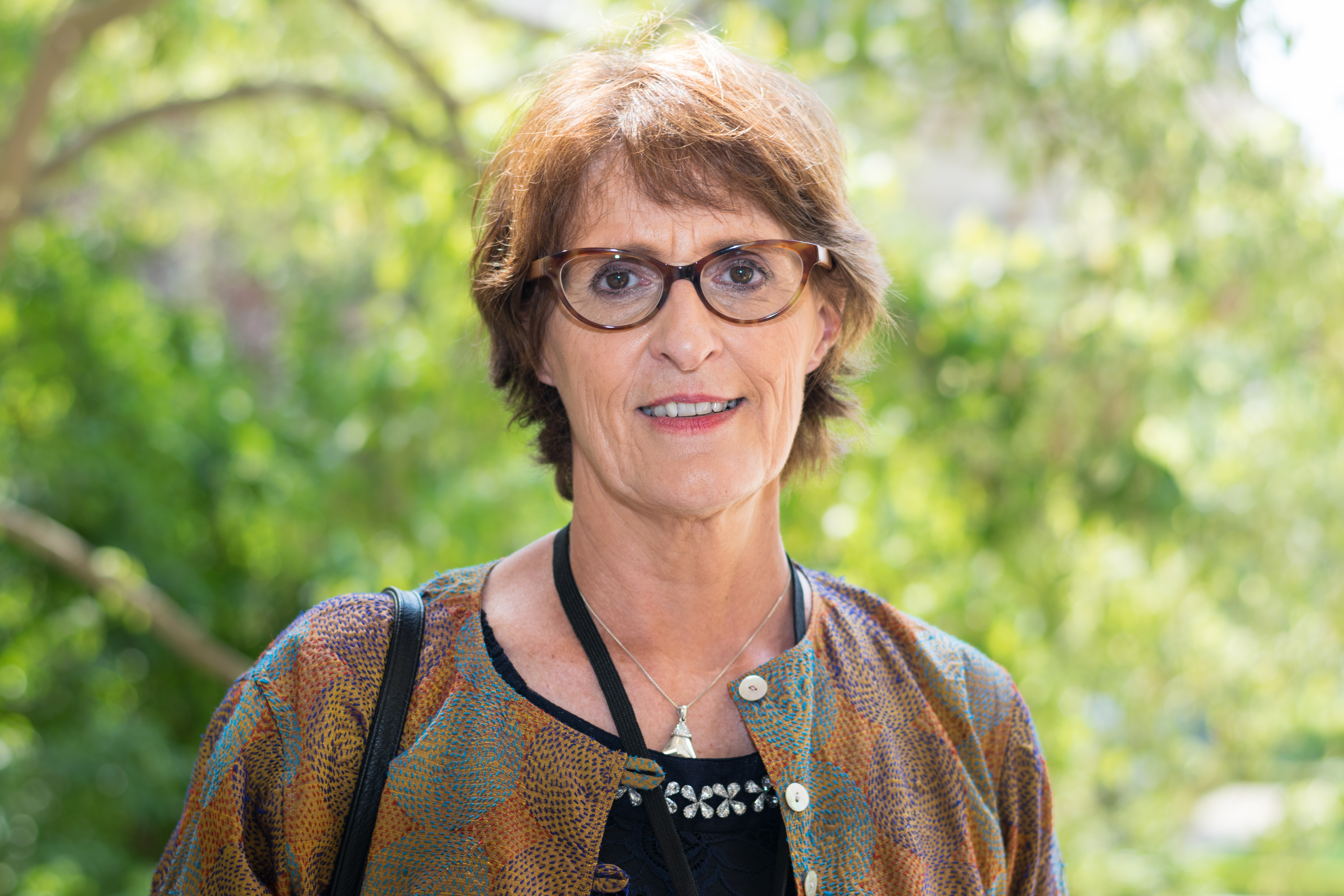
Frédérique Tuffnell im Juni 2017

Frédérique Tuffnell (*  29. Juni 1956 in Châtellerault,  Département Vienne, Region Nouvelle-Aquitaine) ist eine französische Politikerin,  die seit der Wahl von 2017 den 2. Wahlkreis des Départements Charente-Maritime in der Nationalversammlung bis 2022 vertrat. Von 2017 bis 2020 war sie Mitglied von  La République en Marche (LREM).  Im Mai 2020 gehörte sie zu den 17 Mitgliedern der neugegründeten Fraktion  Écologie Démocratie Solidarité in der Nationalversammlung.

## Politische Laufbahn
Im Parlament ist Tuffnell im Ausschuss für Nachhaltige Entwicklung und Raumplanung tätig. Sie ist Mitglied in den Parlamentariergruppen für die Freundschaft mit Indien und  Sri Lanka.
Im  Februar 2020 trat  Tuffnell aus der LREM-Fraktion aus. Sie erklärte, sie sei frustriert wegen der Art, wie die Regierung die Rentenreform durchboxte und dass sie sich nicht um Umweltprobleme kümmerte. Im Mai 2020 gehörte sie zu den 17 Gründungsmitgliedern der neu gebildeten Fraktion  Écologie Démocratie Solidarité in der Nationalversammlung.

## Standpunkte
Im April 2018 schloss sich Tuffnell einer Gruppe von Parlamentariern um Sébastien Nadot an, die einen Untersuchungsausschuss zur Frage der Rechtmäßigkeit von französischen Waffenlieferungen an die von den Saudis unterstützte Kriegspartei im Jemen forderte, wenige Tage vor einem Staatsbesuch des saudischen Kronprinzen Mohammed bin Salman in Paris.